# Monoptilon
 Monoptilon   Torr. & A.Gray, 1845 è un genere di piante angiosperme dicotiledoni della famiglia delle Asteraceae, sottofamiglia Asteroideae, tribù Astereae (North American lineage) e sottotribù Chaetopappinae.

## Etimologia
Il nome del genere deriva dal greco "monos" (= uno), e "ptilon" (= piuma morbida) e fa riferimento al pappo di M. bellidiforme formato da una setola piumata solitaria.
Il nome scientifico del genere è stato definito dai botanici John Torrey (1796-1873) e Asa Gray (1810-1888) nella pubblicazione " Boston Journal of Natural History. Boston, MA" ( Boston J. Nat. Hist. 1: 106 ) del 1845.

## Descrizione

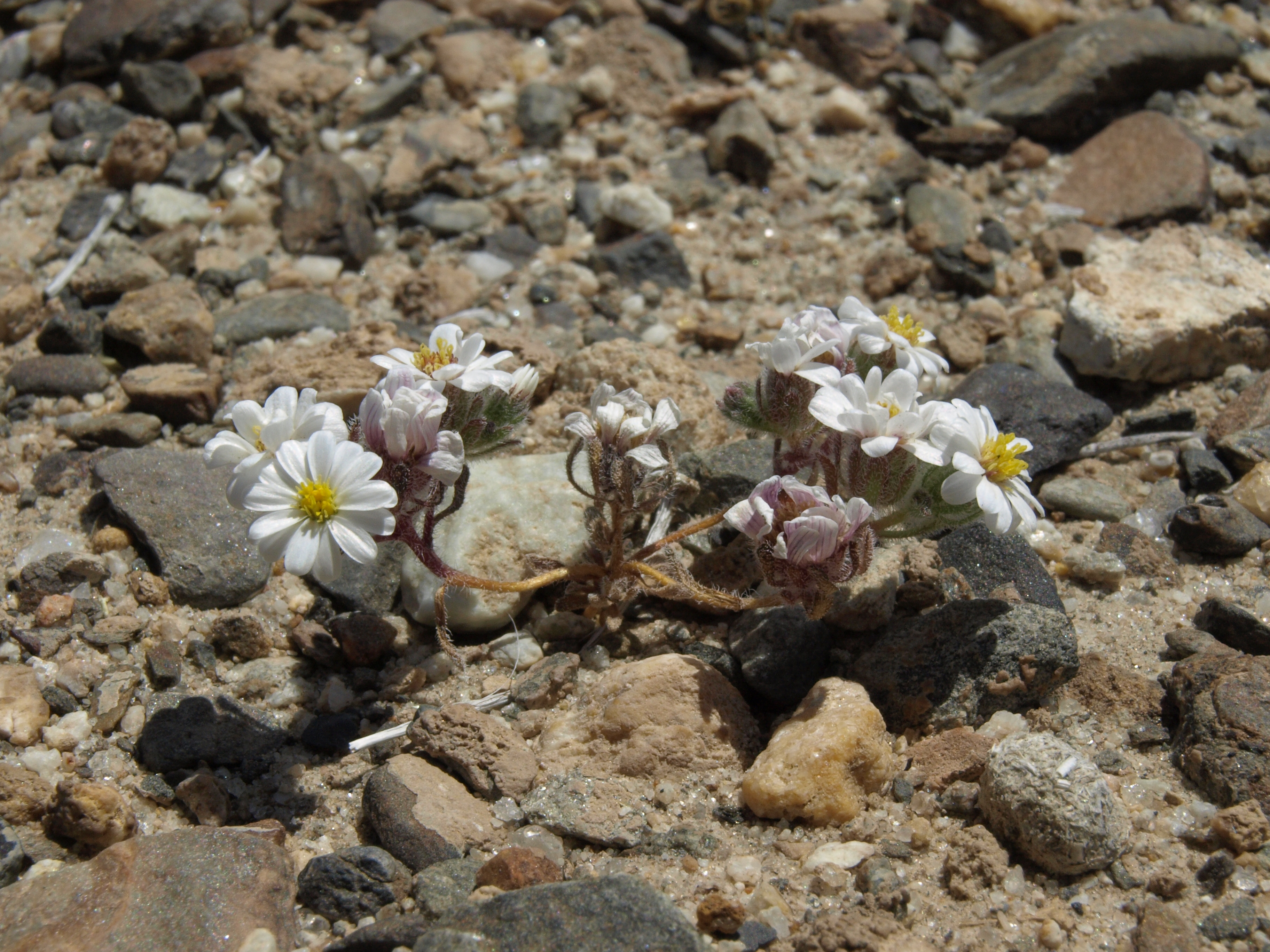
Il portamento
Monoptilon bellidiforme

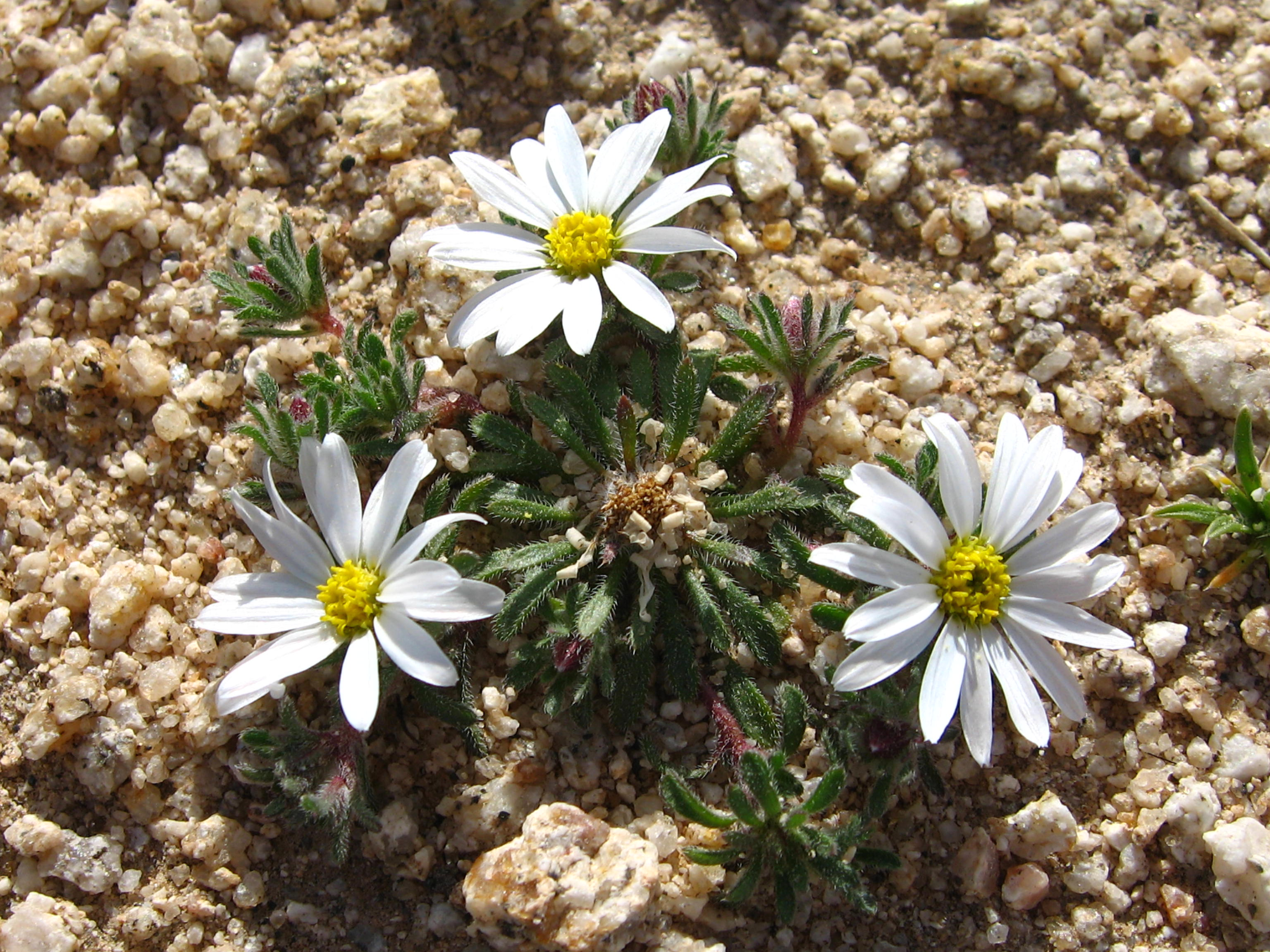
Le foglie
Monoptilon bellidiforme

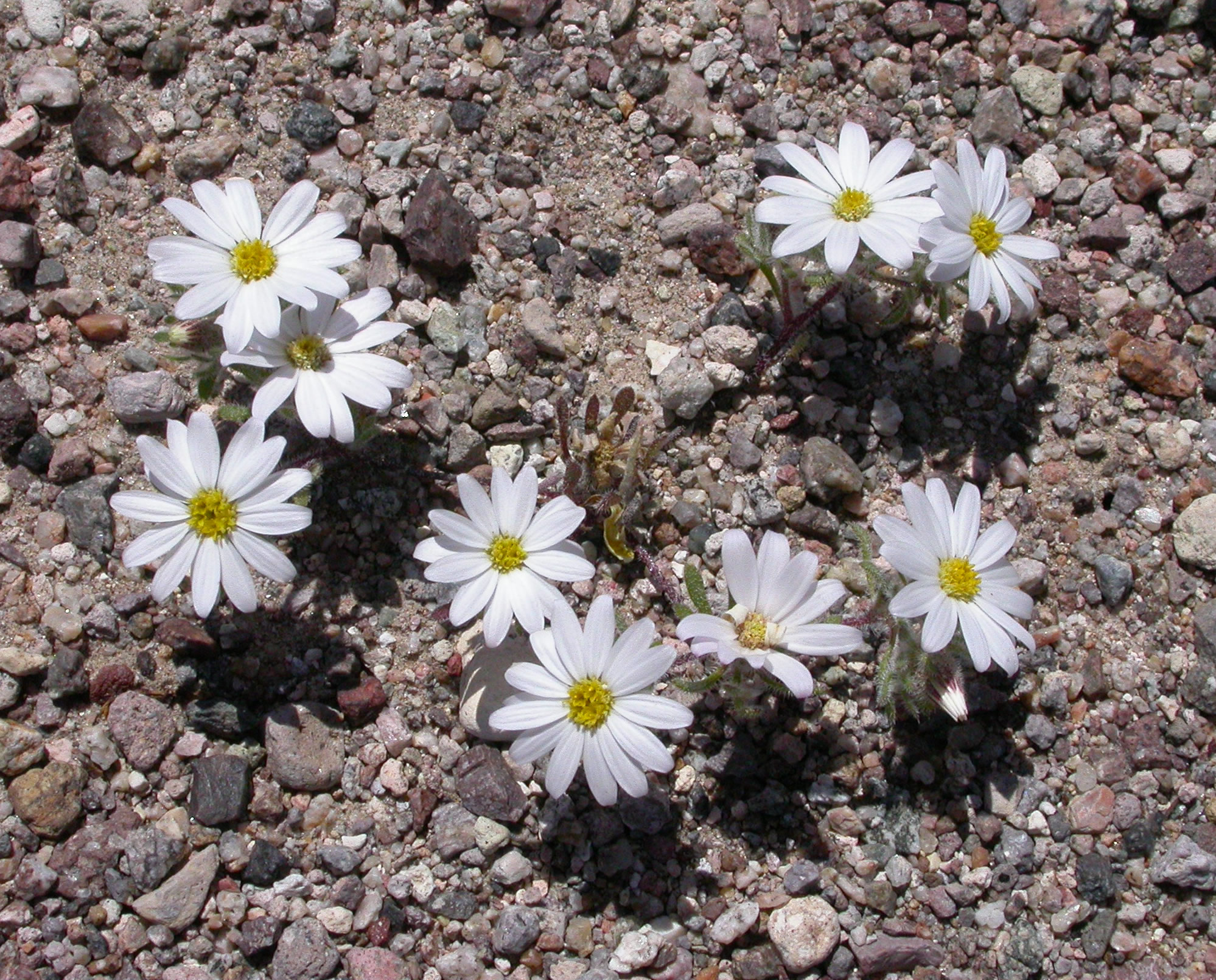
Infiorescenza
Monoptilon bellioides

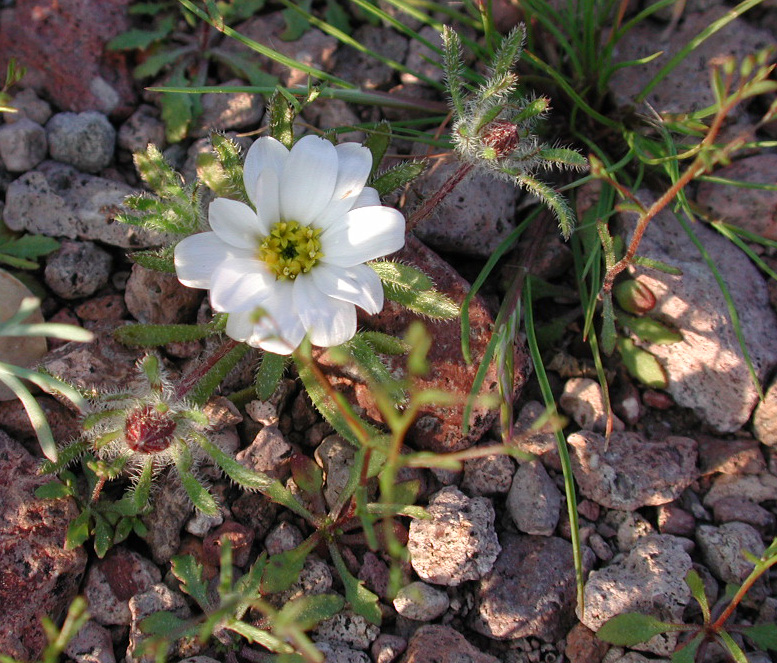
I fiori
Monoptilon bellioides

Portamento. Le specie di questo genere sono erbacee non molto alte con radici rizomatose. I cicli biologici sono annuali. Le foglie e l'involucro sono ghiandolosi.
Fusto. I fusti sono da prostrati a decombenti. La superficie è ispido-irsuta per lunghi peli bianchi. Altezza media: 1 - 5 cm.
Foglie. Le foglie, piccole, sia basali che cauline, sono disposte in modo alternato. Sono picciolate mononervate, con forme da oblunghe a oblanceolate-spatolate, con margini interi e apici da arrotondati a ottusi.
Infiorescenza. Le sinflorescenze sono scapose (capolini solitari). Le infiorescenze vere e proprie sono composte da un capolino terminale sessile, sotteso da alcune brattee fogliacee, di tipo radiato con fiori eterogami. I capolini sono formati da un involucro, con forme campanulate, composto da 10 - 14 brattee, al cui interno un ricettacolo fa da base ai fiori di due tipi: fiori del raggio e fiori del disco. Le brattee, con forme da lanceolate a lineari, con lamine da piatte a convesse, disuguali, con margini biancastro-scariosi, colorate di porpora all'apice e a consistenza erbacea, sono disposte in modo più o meno embricato e scalato su 1 - 2 serie. Il ricettacolo, liscio, in genere è nudo ossia senza pagliette a protezione della base dei fiori; la forma è piatta o lievemente convessa. Dimensione dell'involucro: 4 – 6 × 6 – 7 mm.
Fiori.  I fiori sono tetra-ciclici (formati cioè da 4 verticilli: calice – corolla – androceo – gineceo) e pentameri (calice e corolla formati da 5 elementi). Si distinguono in:
- fiori del raggio (esterni): da 12 a 21 per capolino, sono femminili e sono disposti su una sola serie; la forma è ligulata (zigomorfa);
- fiori del disco (centrali): sono più numerosi (da 28 a 40) con forme brevemente tubulose (attinomorfe); sono ermafroditi o (raramente) funzionalmente maschili.

- Formula fiorale:

*/x K {\displaystyle \infty }, [C (5), A (5)], G 2 (infero), achenio
- Calice: i sepali del calice sono ridotti ad una coroncina di squame.

- Corolla: 
  - fiori del raggio: la forma della corolla alla base è più o meno tubulosa-imbutiforme, mentre all'apice è ligulata; la ligula è ampia e può terminare con alcuni denti; il colore è bianco, rosa o porpora;
  - fiori del disco: la forma è tubulare-imbutiforme bruscamente divaricata in 5 lobi; i lobi, patenti o riflessi, hanno una forma deltata o più o meno lanceolata; il colore è giallo con venature arancio.

- Androceo: l'androceo è formato da 5 stami sorretti da filamenti generalmente liberi; gli stami sono connati e formano un manicotto circondante lo stilo; le teche (produttrici del polline) alla base sono troncate e sono lievemente auricolate (molto raramente sono speronate o hanno una coda); le appendici apicali delle antere hanno delle forme piatte e lanceolate; il tessuto endoteciale (rivestimento interno dell'antera) è quasi sempre polarizzato (con due superfici distinte: una verso l'esterno e una verso l'interno). Il polline è sferico con un diametro medio di circa 25 micron;  è tricolporato (con tre aperture sia di tipo a fessura che tipo isodiametrica o poro) ed è echinato (con punte sporgenti).[10][12]

- Gineceo: l'ovario è infero uniloculare formato da 2 carpelli.[6] Lo stilo (il recettore del polline) è profondamente bifido (con due stigmi divergenti) e con le linee stigmatiche marginali separate.[13] I due bracci dello stilo hanno una forma da ottusa a troncata e possono essere papillosi o ricoperti da ciuffi di peli.

Frutti. I frutti sono degli acheni con pappo; in alcune specie è presente un certo dimorfismo (gli acheni dei fiori del raggio differiscono dagli acheni dei fiori del disco);
- achenio: gli acheni, con forme obovate compresse (sono piatti) con 2 nervature laterali; la superficie è sparsamente strigosa; la parete dell'achenio è formata da celle contenenti rafidi ma prive di fitomelanina; il carpoforo normalmente è anulare; le setole con punte a forma di ancora non sono presenti;
- pappo: il pappo, persistente, è formato da una serie di circa 8 - 15 setole barbate; esternamente alle serie di setole può essere presente una coroncina di scaglie; in alcune specie è presente una setola piumata solitaria.

## Biologia
Impollinazione: l'impollinazione avviene tramite insetti (impollinazione entomogama tramite farfalle diurne e notturne).

Riproduzione: la fecondazione avviene fondamentalmente tramite l'impollinazione dei fiori (vedi sopra).

Dispersione: i semi (gli acheni) cadendo a terra sono successivamente dispersi soprattutto da insetti tipo formiche (disseminazione mirmecoria). In questo tipo di piante avviene anche un altro tipo di dispersione: zoocoria. Infatti gli uncini delle brattee dell'involucro (se presenti) si agganciano ai peli degli animali di passaggio disperdendo così anche su lunghe distanze i semi della pianta. Inoltre per merito del pappo il vento può trasportare i semi anche a distanza di alcuni chilometri (disseminazione anemocora).

## Distribuzione e habitat
Le specie di questo genere sono distribuite negli Stati Uniti d'America e in Messico.

## Sistematica
La famiglia di appartenenza di questa voce (Asteraceae o Compositae, nomen conservandum) probabilmente originaria del Sud America, è la più numerosa del mondo vegetale, comprende oltre 23.000 specie distribuite su 1.535 generi, oppure 22.750 specie e 1.530 generi secondo altre fonti (una delle checklist più aggiornata elenca fino a 1.679 generi). La famiglia attualmente (2021) è divisa in 16 sottofamiglie; la sottofamiglia Asteroideae è una di queste e rappresenta l'evoluzione più recente di tutta la famiglia.

### Filogenesi
La tribù Astereae (una delle 21 tribù della sottofamiglia Asteroideae) comprende circa 40 sottotribù. In base alle ultime ricerche nella tribù sono stati individuati (provvisoriamente) 5 principali lignaggi:
- Basal grade: include alcuni generi isolati, il gruppo "South American-Oceania",  alcune sottotribù africane e il gruppo dei generi legnosi del Madagascar.
- Bellis lineage: comprende le sottotribù eurasiatiche e una sottotribù africana.
- Aster lineage: include i generi asiatici di Asterinae e i principali gruppi dell'Australia e dell'Oceania.
- Baccharis lineage: include alcuni gruppi sudamericani.
- North American lineage: include la vasta gamma di sottotribù del Nordamerica, Messico e alcuni gruppi distribuiti nel Sudamerica.

Il genere  Monoptilon  (insieme alla sottotribù Chaetopappinae) è incluso nel lignaggio "North American lineage".
I caratteri distintivi del genere sono:
- i fusti sono da prostrati a decombenti;
- i capolini sono racchiusi e sottesi da brattee fogliacee;
- gli acheni hanno due nervi longitudinali e sono decisamente piatti.

Il numero cromosomico delle specie di questo genere è: 2n = 16.

### Elenco delle specie
Questo genere ha 2 specie:
- Monoptilon bellidiforme Torr. & A.Gray
- Monoptilon bellioides  H.M.Hall

### Sinonimi
Sono elencati alcuni sinonimi per questa entità:
- Eremiastrum A.Gray